# Dragutin Lerman
Dragutin Lerman (Požega, 24. kolovoza 1863. – Kreševo, 12. lipnja 1918.) bio je hrvatski istraživač i putopisac.

## Životopis
Bio je sudionik Stanleyjevih ekspedicija u porječje Konga, sudjelovao u pregovorima i sklapanjima sporazuma s domorodačkim poglavicama. Kao generalni tajnik belgijske vlade za istočni Kongo (današnji DR Kongo) uspostavio je belgijsku kolonijalnu upravu. Otkrio je slapove na rijeci Kwilu 1893. godine i nazvao ih Zrinski Chutes – Slapovi Zrinski. Darovao je Hrvatskom narodnom muzeju vrijednu zbirku predmeta naroda istočnog Konga (sada u Etnografskom muzeju u Zagrebu).
Njegov dnevnik pretvoren je u dvije knjige. Prvu, objavljena 1891. godine pod nazivom  Listovi iz Afrike, napisao je i tiskao njegov prijatelj iz Požege, Julije Kempf, kojeg je Lerman obavještavao o tijeku ekspedicije. Druga knjiga je objavljena 1894. godine pod nazivom Novi listovi iz Afrike. Lerman je inspirirao dvojicu drugih hrvatskih istraživača Mirka i Stjepana Seljana koji su kartografirali Afriku i Južnu Ameriku početkom 20. stoljeća.

Umro je u Kreševu, 1918. godine, gdje se još može vidjeti njegov spomenik. 

## Djela
- Listovi iz Afrike, 1891.
- Novi listovi iz Afrike, 1894.
- Afrički dnevnik: 1888. – 1896., 1989.
- Kreševski dnevnici 1916. – 1918.

## Vanjske poveznice
- HRT: Dragutin Lerman
- Dragutin Lerman (1863-1918)